# Even Sapir
Even Sapir (hebräisch אֶבֶן סַפִּיר Even Sappīr) ist ein Moschav am Stadtrand von Jerusalem in Israel. Es fällt unter die Zuständigkeit des Regionalverwaltung Mateh Jehuda im Bezirk Jerusalem. Im Jahr 2018 betrug die Einwohnerzahl 724.
Der Moschav im Judäischen Bergland wurde 1950 von Einwanderern aus Kurdistan gegründet. Es wurde benannt nach dem Buch Even Sapir, das 1864 von dem Jerusalemer Rabbiner Jacob Saphir geschrieben wurde; das Buch beschreibt seine Reisen in den Jemen im 19. Jahrhundert.
Nördlich von Even Sapir befindet sich das Kloster des Heiligen Johannes in der Wildnis sowie eine Höhle, die Johannes dem Täufer zugeordnet wird.
Der Moschav ist der Endpunkt des Jerusalem Trail (Schvil Jeruschalajim), einem 42 Kilometer langen Wanderroute um Jerusalem, welche wiederum Teil des Israel National Trail ist.